# Antonis Oikonomou

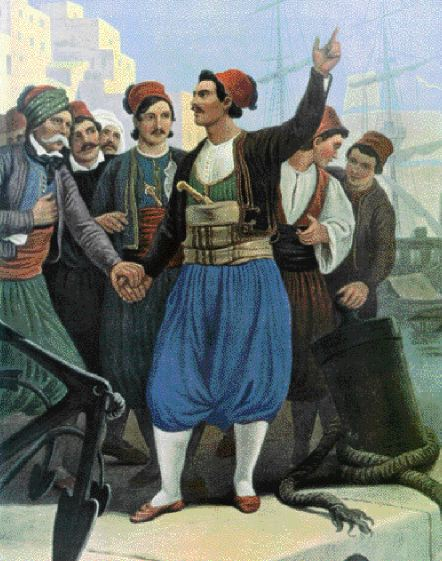
Peter von Hess: Antonis Oikonomou Hydra

Antonis Oikonomou (* 1785 auf Hydra; † 16. Dezember 1821 auf Hydra) war ein griechischer Partisanenführer und Freiheitskämpfer der Griechischen Revolution, der eine wichtige Rolle beim Aufstand auf Hydra spielte, indem er die Würdenträger und Proestoi der Insel beiseite drängte. Er wurde von Andreas Londos’ Männern ermordet.

## Leben

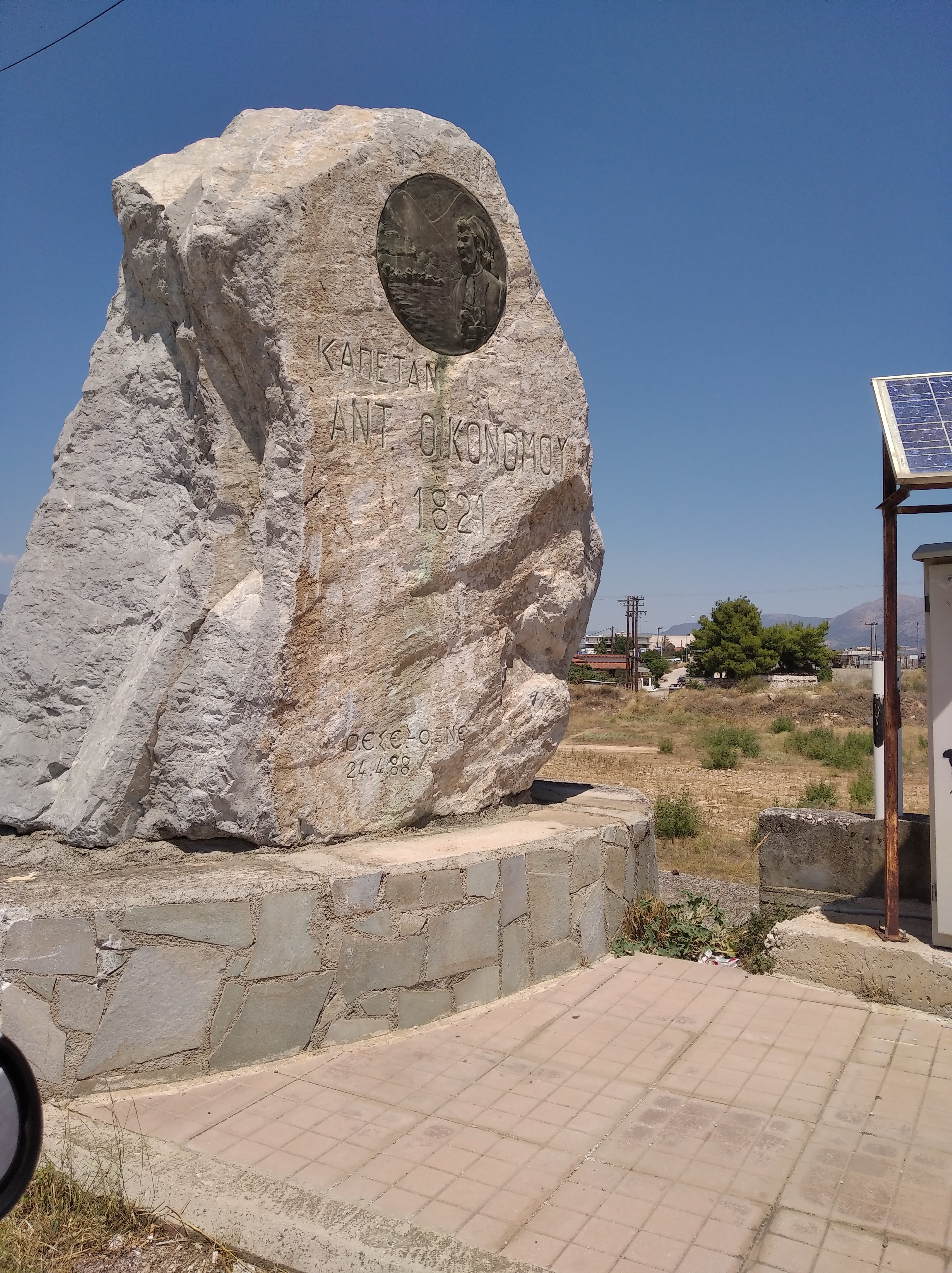
Im April 1988 wurde in Argos ein Denkmal für Antonis Oikonomou errichtet.

Er wurde in Hydra geboren und erlernte den Beruf des Marineoffiziers. Kurz vor Ausbruch der Revolution erlitt sein Segelboot in Gibraltar Schiffbruch und er war gezwungen, nach Konstantinopel zu fliehen, um dort ein neues zu bauen. Dort wurde er von Papaflessas in die Philiki Etaireia aufgenommen und widmete sich sofort der „heiligen Sache der Befreiung seines Heimatlandes“, wobei er alle kommerziellen Pläne aufgab.
Auf Hydra hatten sich die führenden Persönlichkeiten jedoch noch nicht erhoben, da sie befürchteten, dass die Revolution nicht ernsthaft genug sein könnte, was zum Verlust der starken Seemacht führen würde, die die Insel besaß. Dann besetzte Oikonomou, nachdem es von der Philiki Eteria des Peloponnes finanziert worden war, am 30. März 1821 den Hafen und schaffte die Macht der Proestoi ab. Da er glaubte, keine Berater zu brauchen, stellte er sogar seinen Wohltäter und Mentor Ghikas Theodorou an den Rand. Der Gouverneur der Insel, Nikolaos Kokovilas, wurde vertrieben und die Volksmacht unter Oikonomou etabliert. Am 14. April 1821 rief er auf der Insel Hydra die Revolution aus.
Die von Oikonomou an den Rand gedrängten Würdenträger organisierten jedoch eine Verschwörung gegen ihn, die am 22. Mai 1821 stattfand. Seine Anhänger, hauptsächlich Seeleute, waren an Bord der Schiffe gegangen, wodurch Oikonomou schutzlos dastand. Nach seiner Festnahme wurde gegen ihn Anklage erhoben. Seinen Verwandten gelang es jedoch, ihn auf die Peloponnes und insbesondere nach Kranidi zu schmuggeln. Von dort begab er sich ins selbstgewählte Exil nach Kloukines, Kalavryta, in das Kloster Agia Varvara (Zarouchla). Er machte sich mit zwölf Palikaren und einer „prächtigen Flagge“ auf den Weg nach Argos, um sich der dort stattfindenden Nationalversammlung vorzustellen. Dies alarmierte die Würdenträger von Hydra, die daraufhin eine Streitmacht unter Xydis, dem Partisanenführer von Londos, schickten, um ihn zu töten. Kolokotronis kannte die Pläne der Elite und schickte den Partisanenführer Tsokris mit 200 Palikaren, um ihn zu beschützen. Tsokris gelang es jedoch nicht, ihn einzuholen, bevor er am 16. Dezember 1821 von den Söldnern der Hydra-Elite in der Nähe von Argos ermordet wurde. Nikos Engonopoulos widmete Antonis Oikonomou das Gedicht Bolivar.

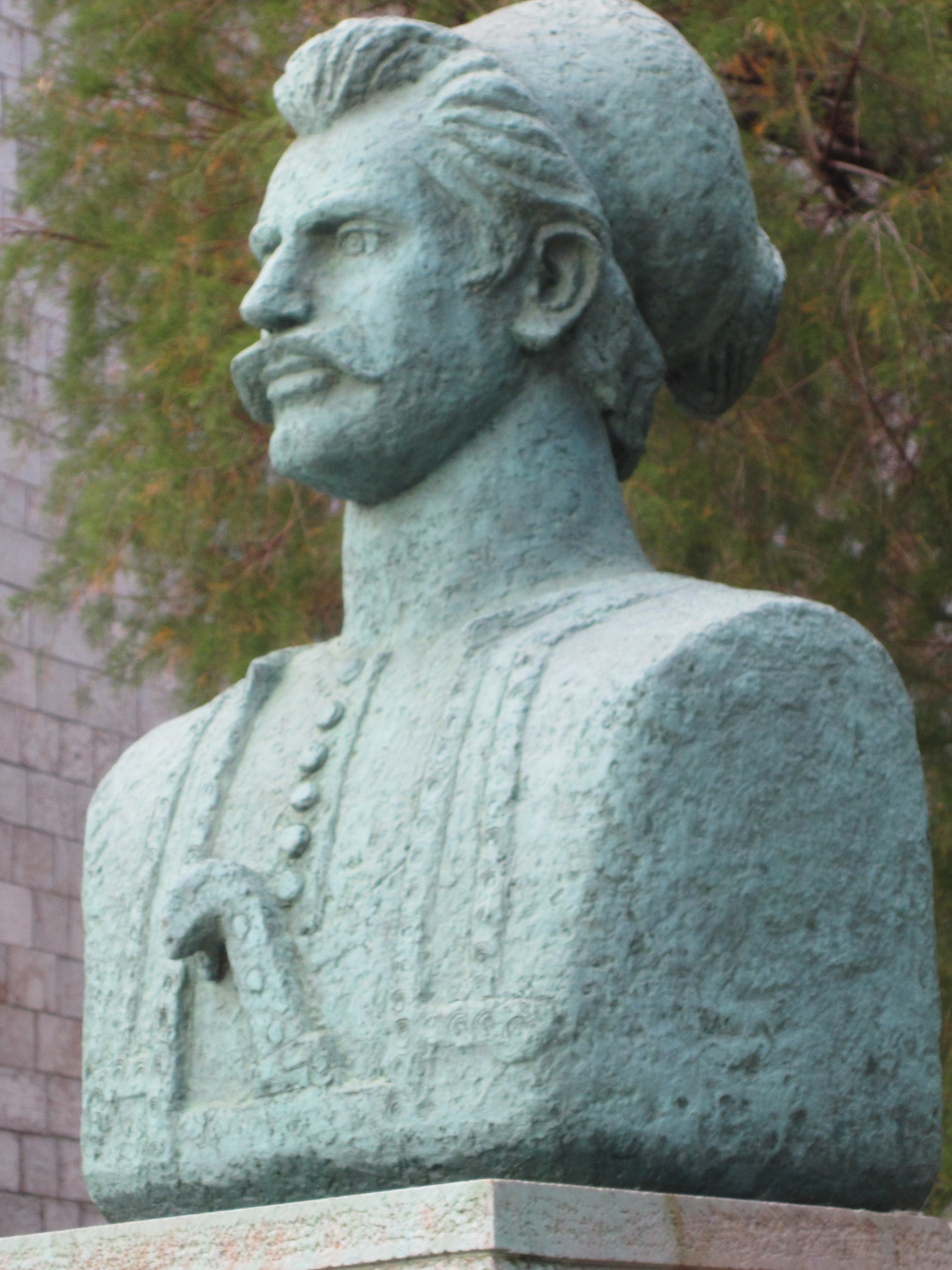
Denkmal von Oikonomou auf Hydra

## Rezeption
Spyridon Trikoupis sagte über die Ermordung von Oikonomou: „Mit seiner Kühnheit erhob er sich über die allmächtige Aristokratie und führte das Volk im Kampf um Freiheit und Ruhm.“ Im Gegensatz dazu charakterisiert D. Kriezis Oikonomou als „egoistisch, betrunken und inkompetent“, weshalb ihn alle seine Anhänger verließen. Er war von der Revolution begeistert und patriotisch eingestellt, doch „sein täglicher Alkoholmissbrauch machte viele misstrauisch und ließ sie die Annäherung an ihn vermeiden“.